# 417. mešani protioklepni topniški polk (JLA)
Za druge 417. polke glejte 417. polk.
417. mešani protioklepni topniški polk je bil protioklepni polk v sestavi Jugoslovanske ljudske armade.
Enota je bila nastanjena v Sloveniji pred in med slovensko osamosvojitveno vojno.

## Organizacija
31. december 1990
- poveljstvo
- namestitvena četa
- poveljniško instrumentalna baterija
- mešani protioklepni topniški divizion
- mešani protioklepni topniški divizion
- lahka baterija protiletalske obrambe 20/3 mm
- motorizirana četa
- inženirska četa
- zaledna četa